# Johan Casper Sauer
Johan Casper Sauer, född 1713, död i oktober 1766, var en svensk porslinsmålare.
Han var son till guldsmeden Johan Casper Sauer och Sigrid Eidman samt gift med Brita Maria Sauer. Efter utbildning till målare var han verksam som porslinsmålare vid Rörstrands porslinsfabrik 1740–1746 enligt arkivaliska noteringar och efterlämnade arbeten men det är mycket troligt att han var verksam vid fabriken efter 1746. 